# Anartia intermedia
Anartia intermedia är en fjärilsart som beskrevs av Munroe 1942. Anartia intermedia ingår i släktet Anartia och familjen praktfjärilar. Inga underarter finns listade i Catalogue of Life.